# Революция в Кыргызстане (2020)
Политический кризис в Кыргызстане 2020 (также Протесты в Кыргызстане 2020, Революция в Кыргызстане 2020, Политический кризис в Кыргызстане 2020, Революция Умутбека или Третья Революция) — революция, начавшаяся 5 октября 2020 года на территории Кыргызстана как акции протеста против предварительных результатов выборов в парламент Кыргызстана, состоявшихся накануне.
15 октября 2020 года протесты привели к отставке президента Кыргызстана Сооронбая Жээнбекова, которая положила конец революции 

## Предыстория
В центре Бишкека в воскресенье вечером сразу после 20 часов прогремел салют по поводу окончания выборов в парламент республики — Жогорку Кенеш. Глава ЦИК Нуржан Шайлдабекова после обработки 97,4 % бюллетеней подвела предварительные итоги. Проходят следующие политические партии:
- «Биримдик» («Единство») — 24,5 %;
- «Мекеним Кыргызстан» («Моя родина Кыргызстан») — 23,9 %;
- «Кыргызстан» — 8,7 %;
- «Бутун Кыргызстан» («Единый Кыргызстан») — 7,1 %.

Три лидирующие партии считаются провластными. Данные по графе «Против всех» пока неполные, в Бишкеке за неё отдали 4,5 % голосов. Всего — 1,8 %. Эти данные получены с использованием технологии автоматического подсчёта голосов. Но согласно законодательству Кыргызстана именно ручной подсчёт бюллетеней является легитимным. Официальные итоги объявят через 20 дней. Порог для попадания в парламент установлен в 7 %.
По предварительным данным, избирательный порог преодолели четыре политические силы. Партия «Биримдик» получит 46 депутатских мандатов, «Мекеним Кыргызстан» — 45, «Кыргызстан» — 16 и «Бутун Кыргызстан» — 13. Сразу 10 из 12 проигравших оппозиционных партий отказались признавать предварительные результаты голосования. В состоявшихся в Кыргызстане 4 октября парламентских выборах приняли участие 56,5 процента из 3,5 миллионов зарегистрированных избирателей. На 120 мест в новом составе парламента претендовали 16 партий.

## Хронология

### 5 октября
5 октября 2020 года в центре Бишкека начался митинг против предварительных результатов выборов в парламент Кыргызстана, состоявшихся накануне. На демонстрацию вышли тысячи представителей оппозиционных партий «Республика», «Чоң Казат», «Ата-Мекен» («Отечество»), «Мекен Ынтымагы» и «Замандаш» и недовольных выборами граждан. К вечеру число митингующих увеличивалось, захватив уже южную часть площади Ала-Тоо (перерезаемая проспектом Чуй). Тогда с демонстрантами слились (фактически присоединились) зеваки находившиеся в этой части площади.
Кандидат от не прошедшей «Социал-демократической партии Кыргызстана» Ирина Карамушкина заявила:
Вы же сами всё видели своими глазами, сколько было подвозов, сколько было подкупов. Как после этого можно признать итоги этих выборов?
Вечером 5 октября начались массовые беспорядки и попытки штурма дома правительства Кыргызстана. На улицы Бишкека вышли около двух тысяч человек, столкновения с милицией на улицах города продолжаются. ОМОН повторно разогнал протестующих с площади, где находится Белый дом. Протестующие трясли ворота резиденции президента и правительства, лезли через ограду и кидали в здание камни. Милиция применила против протестующих слезоточивый газ, светошумовые гранаты и резиновые пули. Были пострадавшие с обеих сторон, подожжены как минимум две милицейские машины и одна пожарная.
Глава МВД Кашкар Джунушалиев и Председатель ГКНБ Орозбек Опумбаев покинули свои рабочие места и больше не возвращались. Их местонахождение до сих пор не известно.

### 6 октября
Около 01:00 6 октября по бишкекскому времени ТАСС со ссылкой на Министерство здравоохранения Кыргызстана сообщил, что количество госпитализированных граждан составило 130 человек.
В 03:19 портал 24.kg сообщил, что протестующие прорвались на территорию Белого дома. Немногим позже протестующие проникли и в здание Государственного комитета национальной безопасности. Как сообщил Sputnik, они «вели переговоры с начальством». Несколькими минутами позже появилось сообщение о том, что после сноса ограждения митингующими сотрудники ГКНБ «вышли с поднятыми руками и сказали, что они с народом».
Около половины пятого утра в сети появились видео с протестующими, занявшими депутатские кресла в зале Белого дома, где обычно проходят заседания парламента. Через несколько минут Sputnik сообщил, что из изолятора ГКНБ был выпущен бывший президент Кыргызстана Алмазбек Атамбаев, арестованный летом 2019 года. Также протестующие под руководством Камчыбека Ташиева освободили из изолятора Садыра Жапарова и отвезли его на центральную площадь Бишкека, где тот произнёс речь.

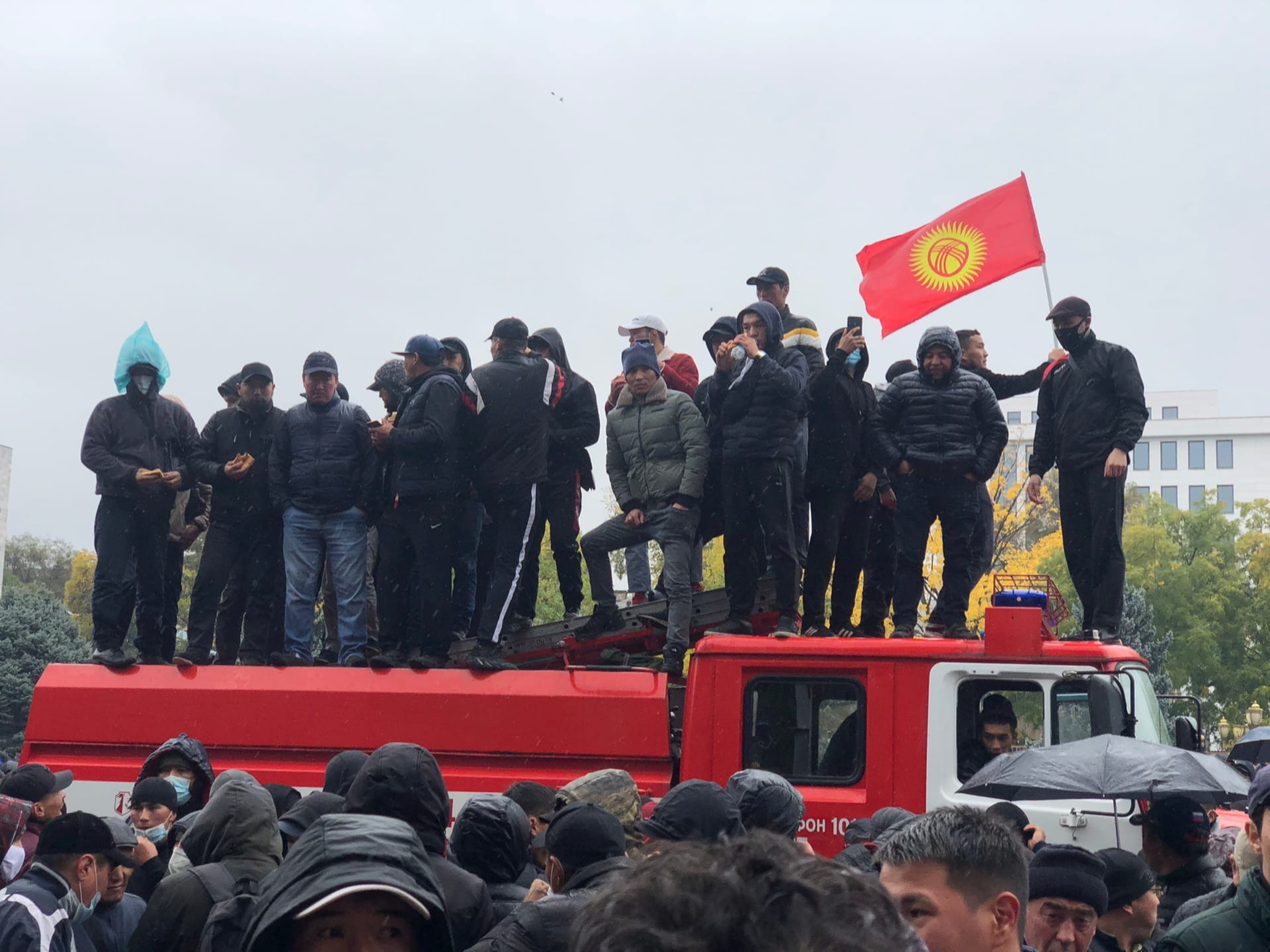
Захваченная пожарная машина у Белого дома

Позже Центральная избирательная комиссия Кыргызстана признала выборы в парламент недействительными. Член ЦИК Гульнара Джурабаева также заявила, что ведутся разговоры о возможном самороспуске комиссии: «Я считаю, что этой избирательной кампанией мы дискредитировали себя, и поэтому самым лучшим и правильным в этом случае будет решение о досрочном сложении полномочий».
Подал в отставку председатель парламента Дастанбек Джумабеков.
Мэр Бишкека Азиз Суракматов также подал в отставку, сообщила его советник Гуля Алмамбетова. По её словам, он написал заявление об отставке по собственному желанию. Алмамбетова отметила, что Суракматов никогда не держался за должность. «Подтверждаю, что я лично передала заявление мэра руководителю аппарата, который передаст Бишкекскому городскому парламенту», — рассказала советник.
Кроме Суракматова, свои полномочия также сложили полномочные представители правительства в Баткенской, Нарынской, Таласской и Иссык-Кульской областях. Все они написали заявления об уходе по собственному желанию.
Днём 6 октября «Коммерсантъ» сообщил, что оппозиция создала координационный совет «для восстановления правового поля». В состав совета вошли представители шести партий: СДПК, «Республика», «Ата Мекен», «Бутун Кыргызстан», «Бир Бол» и «Замандаш».
6 октября после погрома Белого дома были созданы народные дружины для защиты города от мародёрства. Толпа митингующих пошла к резиденции президента Сооронбая Жээнбекова на юге Бишкека, чтобы потребовать его отставки. По дороге они начали громить магазины, кафе и торговые центры. Группа дружинников через несколько кварталов остановила этот пеший марш сторонников Садыра Жапарова.

### 7 октября
Днём 7 октября Минздрав сообщил, что за время протестов за медицинской помощью обратилось уже 911 участников уличных столкновений.
В 16:25 появилось сообщение о том, что Садыр Жапаров объявил себя единственным легитимным премьер-министром Кыргызстана. Однако другой кандидат в премьер-министры Кыргызстана от партии «Ата-Мекен» Тилек Токтогазиев заявил на проходящем возле Дома правительства митинге о том, что именно он является легитимным главой правительства, поскольку на этот пост его избрали на заседании Координационного совета, учреждённого лидерами оппозиционных партий. Токтогазиев заявил, что считает назначение Жапарова незаконным, поскольку депутаты одобрили его под давлением нескольких сотен сторонников Садыра Жапарова, собравшихся возле гостиницы «Достук» во время заседания парламентариев. Также противники Жапарова указывали на отсутствие парламентского кворума и нарушение процедуры при его избрании.
В 18:39 по бишкекскому времени «Медиазона. Центральная Азия» сообщила, что заседание «народного координационного совета», прошедшее в Доме правительства, постановило, что депутаты Жогорку Кенеша шестого созыва должны собраться до 20:00 и сформировать коалицию большинства, которая выберет исполняющего обязанности премьер-министра и состав правительства.
В Бишкеке и регионах страны продолжились стычки, вечером 7 октября в СМИ появились сообщения о том, что жители Иссык-Кульской и Нарынской областей напали на местных прокуроров и заставили их написать заявления об уходе.
Пресс-служба Сооронбая Жээнбекова опубликовала его обращение к народу Кыргызстана, где он рассказал, что «не стал подвергать риску человеческие жизни и не отдавал команду применять силу против тех, кто ворвался в здание „Белого дома“».
В те дни также поступали настоятельные предложения по силовому подавлению протестующих. Я категорически не принял это. Это привело бы к столкновениям. Именно поэтому я не стал подписывать Указ о введении чрезвычайного положения.
Группа депутатов парламента инициировала импичмент действующего президента Сооронбая Жээнбекова.

### 8 октября
МВД Кыргызстана сообщило об исчезновении президента страны Сооронбая Жээнбекова. Однако, как уточнили в ведомстве, его поиски не начаты. Пресс-секретарь главы государства Толгонай Стамалиева заявил, что он находится в Бишкеке и ведёт переговоры со всеми политическими силами. В частности, президент обсудил с новым спикером парламента Мыктыбеком Абдылдаевым вопрос импичмента Жээнбекова, который был поднят среди депутатов днём ранее.
Погранслужба Кыргызстана сообщила о поступлении приказа не выпускать высокопоставленных чиновников с территории страны. Комендант Бишкека, также исполняющий обязанности главы МВД республики Курсан Асанов рассказал, что министр внутренних дел Кыргызстана Джунушалиев бежал «как трус» после начала беспорядков.
На пресс-конференции партии «Ата Мекен», «Бир Бол», «Республика» и «Реформа» заявили о создании объединения «Акыркы умут» («Последняя надежда») и выдвинули на должность премьер-министра кандидатуру Омурбека Бабанова.

### 9 октября
Президент Жээнбеков ввёл чрезвычайное положение в стране с 20.00 9 октября до 08.00 21 октября, однако в МВД заявили, что режим ЧП в столице будет введён с 10 октября.
В течение дня в городе была слышна стрельба, а протесты продолжились. На площади Ала-Тоо собрался митинг сторонников «Акыркы умут» и экс-президента Кыргызстана Алмазбека Атамбаева, которого протестующие выпустили из СИЗО ещё 6 октября. Во время выступления политиков на участников митинга напали сторонники Садыра Жапарова. В ходе потасовки прозвучали выстрелы, в частности, стреляли в машину Атамбаева, уезжавшего в тот момент с площади. Бывший премьер-министр страны Сапар Исаков заявил, что в его машину также стреляли боевыми патронами. В ходе возникших столкновений также был ранен оппозиционер Тилек Токтогазиев, выдвинутый на пост первого вице-премьера.
Президент Кыргызстана Сооронбай Жээнбеков подписал указ об отставке премьер-министра Кубатбека Боронова и правительства. Также он заявил что согласен на добровольное сложение полномочий, но только после формирования нового правительства и стабилизации ситуации в стране.
Уже вечером в сети появились видео с въезжающей в Бишкек военной техникой.
В ночь на 10 октября на улицах Бишкека снова появились милиционеры, которых не было видно с вечера 5 октября. Впрочем, по словам пресс-секретаря МВД Эрниса Осмонбаева, всё это время милиционеры выходили на службу, но в гражданской одежде — в целях безопасности.

### 10 октября
Парламент единогласно утвердил новый состав правительства и Садыра Жапарова в качестве премьер-министра Кыргызстана. Новый глава правительства Жапаров, в свою очередь, заявил, что президент Жээнбеков уйдёт в отставку в течение двух-трёх дней. В случае отставки главы государства, исполнять его обязанности должен будет спикер парламента Мыктыбек Абдылдаев. Однако тот сам подал в отставку, объяснив это критикой в его сторону. Теперь все обязанности главы государства должны будут перейти к премьер-министру Жапарову. Последний уже заявил, что не станет участвовать в новых выборах, а будет только временно руководить работой правительства в переходный период.
Бывший президент Кыргызстана Алмазбек Атамбаев был задержан сотрудниками спецподразделения милиции, в Генеральной прокуратуре его освобождение сочли незаконным. Ему также вменяется в вину организация массовых беспорядков. В этот же день в рамках уголовного дела по факту организации массовых беспорядков был задержан провозглашённый во время массовых волнений комендант Бишкека и исполняющий обязанности министра внутренних дел Курсан Асанов.
Президент Жээнбеков отправил в отставку секретаря Совета безопасности страны Дамира Сагынбаева и заместителя секретаря Омурбека Суваналиева. Новым заместителем Совета назначен Жаныбек Капаров.

### 11 октября
Военные заявили о стабилизации ситуации в Бишкеке. Воскресный день стал первым с 5 октября, когда не проводилось акций протеста. Однако с окончанием фазы протестов не наступило окончание стадии политического кризиса. Вице-спикер парламента Аида Касымалиева заявила о нелегитимности назначения нового премьер-министра страны Жапарова в силу отсутствия требуемого Конституцией кворума числа участвующих в заседании депутатов и условий для его проведения. Она сообщила, что исполняющим обязанности премьера Кыргызстана продолжает оставаться Алмазбек Баатырбеков. Несколько депутатов парламента, как от оппозиционных, так и от проправительственных фракций также заявили о незаконном утверждении главы правительства на этот пост. При этом президент Кыргызстана до сих пор не подписал указ о назначении Жапарова премьером. Несмотря на это, Садыр Жапаров назначил главой МВД полковника милиции Улана Ниязбекова.

### 12 октября
В Бишкеке был повторно введен режим чрезвычайного положения, протестующие передали здание парламента власти.

### 13 октября
Президент Кыргызстана Жээнбеков признал незаконным решение парламента о назначении нового состава кабмина во главе с Садыром Жапаровым 10 октября.

### 14 октября
Президент Кыргызстана Сооронбай Жээнбеков подписал указ о назначении нового состава правительства во главе с премьер-министром Садыром Жапаровым.
На Старой площади у Дома правительства вновь собрались протестующие и потребовали отставки президента страны. Премьер-министр Садыр Жапаров вышел к своим сторонникам и заявил, что продолжит переговоры с президентом об отставке последнего завтра. В дальнейшем, глава правительства Жапаров рассказал, что рассчитывает на отставку президент страны Жээнбекова до конца текущего дня. Пресс-секретарь киргизского лидера Толгонай Стамалиева сообщила, что Сооронбай Жээнбеков подтвердил информацию о своей отставке после повторных парламентских выборов в республике.

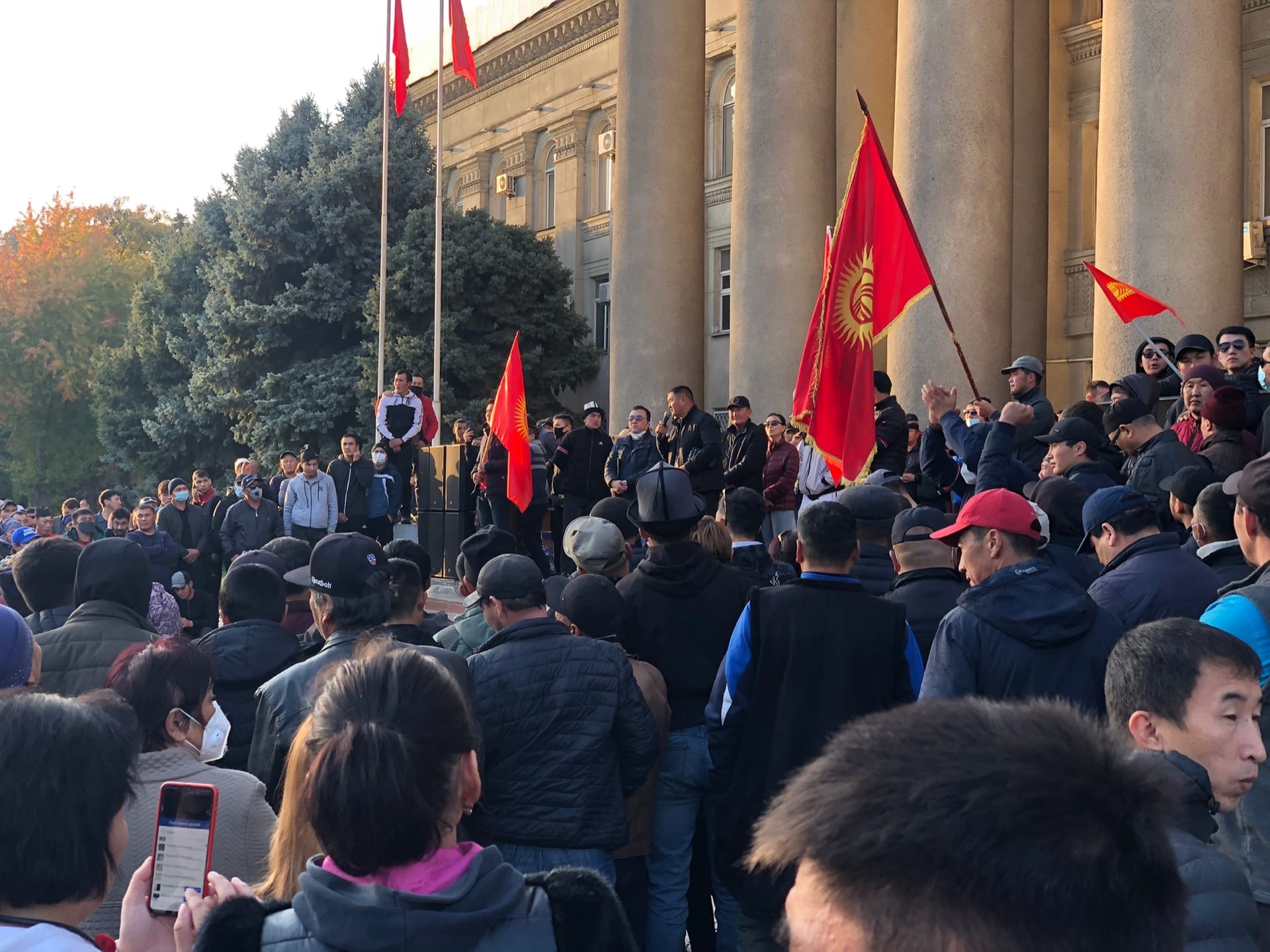
Сторонники Садыра Жапарова у Старой площади

### 15 октября
Президент Кыргызстана Сооронбай Жээнбеков объявил о своей отставке. В обращении Жээнбеков указал, что не держится за власть и не хочет остаться в истории страны как президент, который пролил кровь и стрелял в своих граждан. Он призвал премьер-министра Садыра Жапарова и других политиков «увести своих сторонников из столицы страны и вернуть мирную жизнь» жителям столицы. Вопрос об отставке будет рассмотрен на внеочередном заседании парламента 16 октября. Полномочия президента должны были перейти новому спикеру парламента Канатбеку Исаеву, избранному 13 октября. Однако вскоре премьер-министр страны Садыр Жапаров заявил, что получил полномочия президента страны, так как спикер парламента Канат Исаев отказался от соответствующих полномочий. Досрочные президентские выборы состоятся 10 января 2021 года, а парламентские — не позднее 1 июня 2021 года вместо 20 декабря 2020 года.
В то же время акции протеста продолжились у гостиницы «Иссык-Куль» возле государственной резиденции Жээнбекова. Демонстранты праздновали отставку президента и выдвинули требование о роспуске парламента.

### 16 октября
Парламент Кыргызстана на внеочередном заседании снял режим ЧП в Бишкеке и принял отставку президента Жээнбекова. Исполняющим обязанности президента Кыргызстана стал Садыр Жапаров.

## Международная реакция
Бюро по демократическим институтам и правам человека ОБСЕ выразило озабоченность в связи с «заслуживающими доверия обвинениями о подкупе голосов» на выборах в Кыргызстане.
В ОДКБ прокомментировали ситуацию в Кыргызстане: «В Секретариате ОДКБ с обеспокоенностью восприняли происходящее в Кыргызстане. Мы внимательно следим за ситуацией и за её развитием», — сказал Зайнетдинов. Также пресс-секретарь сообщил: «В ОДКБ от кыргызской стороны не было никаких обращений страны за помощью. В свою очередь, считаем, что это внутреннее дело страны, и уверены, что с возникшими проблемами Кыргызстан справится самостоятельно».
Евросоюз высказался о ситуации в Кыргызстане, призвав все политические силы к мирному урегулированию. В заявлении, которое распространила внешнеполитическая служба блока стран, ЕС принимает к сведению отмену результатов парламентских выборов и напоминает о необходимости действовать в рамках конституции. «Мы с нетерпением ожидаем проведения новых, заслуживающих доверия, прозрачных и инклюзивных выборов», — приводит агентство его текст.
Посольство США в Кыргызстане высказало озабоченность попытками организованных преступных группировок повлиять на политику.

## Итоги и последствия
15 октября 2020 года, через 10 дней после начала протестов, президент Кыргызской Республики Сооронбай Шарипович Жээнбеков добровольно ушёл в отставку. Он мотивировал это следующим:
Нет ничего дороже для меня жизни каждого моего соотечественника. Я не держусь за власть. Не хочу остаться в истории Кыргызстана как президент, проливший кровь и стрелявший в собственных граждан. Поэтому принял решение уйти в отставку. Призываю Жапарова и других политиков увести своих сторонников из столицы страны и вернуть мирную жизнь бишкекчанам. Никакая власть не стоит целостности нашей страны и согласия в обществе.